# Особлива слідча комісія з розслідування злочинів більшовиків
Особлива слідча комісія з розслідування злочинів більшовиків була створена за розпорядженням Головнокомандувача ЗСПР генерала Антона Денікіна і працювала на «Півдні Росії» в роки Громадянської війни, виконуючи завдання судові, пов'язані з розслідуванням діяльності більшовиків і розкриття сутності більшовизму. На початковому етапі займалася розслідуванням таких злочинів, як масові вбивства заручників у П'ятигорську восени 1918 року.
Була утворена 31 грудня 1918 року відповідним наказом Антона Денікіна. Положення про створення та діяльність цієї комісії було підписано ним 4 квітня 1919 року в Катеринодарі. Через рік комісія перейшла у підпорядкування генерала Петра Врангеля.
Комісія керувалася останнім Статутом кримінального судочинства Російської імперії 1914 року. Вона мала право викликати та допитувати потерпілих та свідків, проводити огляди, обшуки, виїмки, освідчення та інші слідчі дії. Протоколи Комісії мали чинність слідчих актів.

## Історія створення комісії
Комісія була створена відповідно до наказу Головнокомандувача ЗСПР від 31 грудня 1918 року. Проект її створення прийнято Управлінням юстиції ще 21 грудня 1918 року «На комісію було покладено збирання матеріалів про звірства більшовиків на Півдні Росії, обробка та широка пропаганда зібраних матеріалів як у Росії, так і за кордоном». Представники країн Антанти підтримали ідею створення Особливої слідчої комісії з розслідування злочинів більшовиків.
На чолі Комісії було поставлено відомого московського юриста і громадського діяча, члена кадетської партії, дійсного статського радника Г. Мейнгардта (Мейнгарда). Письменник-історик В. Чичерюкін-Мейнгардт вважає, що великою часткою ймовірності можна стверджувати, що його генерал А. Денікіну не лише представив, а й рекомендував на посаду голови Комісії В. Челіщев — керуючий міністерства юстиції уряду Півдня Росії, він добре знав Мейнгардта з їхньої спільної служби в Москві.
4 квітня 1919 року головнокомандувачем ВРЮР Генерального штабу генерал-лейтенантом А. Денікіним було затверджено постанову Особливої наради про включення Особливої комісії з розслідування злочинів більшовиків до установ, що перебувають при головнокомандувачі ЗСПР.
8 квітня 1919 р. головнокомандувачем ЗСПР було затверджено «Положення про Особливу комісію з розслідування злочинів більшовиків» та її штат у складі 17 осіб.

### Склад комісії
Очолював Особливу комісію її голова, якого могли заміщати два товариші (заступники). До складу Комісії, крім всього складу слідчого органу, входили п'ять членів-громадських діячів, по одному члену від штабу головнокомандувача ЗСПР, від частини Генерального штабу Військового управління, від Військово-судної частини, від Управління внутрішніх справ з державної варти, Іноземних справ, Управління Юстиції та від Відділу пропаганди.
Загальні збори Комісії вважалися такими, що відбулися у разі участі в цих зборах голови і не менше половини складу слідчого органу.

### Завдання комісії
- Судова, що полягала у розслідуванні діяльності більшовиків[1].
- Науково-адміністративна, що полягала головним чином у розкритті сутності більшовизму[1].

Як свідчать доктори історичних наук Юрій Фельштинський та Георгій Чернявський, увага комісії була зосереджена на виявленні відомостей про політику та конкретні заходи радянської влади та організацій, спрямованих на знищення демократичних організацій та заміну їх насильницьким шляхом «радянськими організаціями, заснованими на диктатурі меншості».
Комісія також розслідувала діяльність більшовиків, пов'язану з ліквідацією «органів судової влади, регульованих законом», та заміну їх «безвідповідальними трибуналами» за керівництва «революційною совістю». Наслідки цієї підміни «знищення організованого, юридично підготовленого» судового захисту також було дуже важливим напрямом розслідування.
До сфери уваги Комісії входили питання соціально-економічного характеру, у тому числі «націоналізації, конфіскації, реквізиції, контрибуції», «деморалізація робітничого класу», «скорочення продуктивності праці», «примусові способи проведення комуністичних засад взагалі та диктатури пролетаріату, зокрема», «примус до принизливих і надмірно важких робіт, позбавлення продовольчого пайка».
Особливою Комісією було поставлено завдання займатися також розслідуванням діяльності більшовиків у духовно-політичній сфері — ліквідацією принципу свободи совісті та гоніннями проти церкви та її служителів, знищенням свободи слова та зборів, ліквідацією недоторканності особистості.
Як зазначають автори роботи «Червоний терор у роки громадянської війни. За матеріалами Особливої слідчої комісії з розслідування злочинів більшовиків», організатори Комісії вважали принципово важливим розслідувати факти залучення до управління країною осіб із кримінальним минулим, а також осіб без елементарної освіти, найчастіше алкоголіків та наркоманів.
Загалом завдання Комісії можна висловити виявленням характеру «загального терору», а також «індивідуального терору як способу відплати та залякування».

### Програма діяльності комісії
|  | I. Заходи більшовиків, спрямовані на знищення демократичних громадських організацій та до запровадження їхнього місця, насильницьким шляхом, радянських організацій, заснованих на диктатурі меншості. (розгін органів місцевих самоврядувань, обраних на основі загального виборчого права.) ІІ. Знищення органів судової влади, що регулюються нормами закону, та заміна їх безвідповідальними трибуналами, які керуються «революційною совістю». (З'ясування порядку цієї заміни та результатів її. Знищення організованого, юридично підготовленого захисту.) ІІІ. Знищення встановленої системи народної освіти та запровадження «демократичної школи» без вимоги відповідної підготовки. (з'ясування результатів цієї заміни.) IV. Проголошення принципу свободи совісті та водночас гоніння проти Церкви та її служителів. (Наруга храмів, знущання над мощами, іконами, священними предметами, розгін та розстріл хресних ходів, масове знищення духовенства та ін.) V. Знищення корінних основ сім'ї. (Соціалізація жінок та дітей.) VI. Знищення свободи слова. (Закриття всіх періодичних видань, крім офіційних та комуністичних.) VII. Знищення свободи спілок та зборів. (розгони та розстріли інакодумних зборів, боротьба з кооперативами та ін.) VIII. Знищення недоторканності особистості. (Обшуки, арешти.) IX. Економічні заходи: 1. Аграрна політика 2. Націоналізація нерухомого майна, торгівлі, банків, страхової справи, фабрично-заводських підприємств, залізниць та ін. 3. Конфіскації, реквізиції та контрибуції. 4. Робоча політика (деморалізація робітничого класу, скорочення робочого дня, збільшення заробітної плати за фізичну працю та у зв'язку з цим скорочення продуктивності праці). X. Примусові способи проведення комуністичних почав загалом і диктатури пролетаріату, зокрема. 1. Масове знищення своїх ідейних ворогів з-поміж мирного населення — інтелігенції, буржуазії, козацтва та всіляке їхнє придушення. (Примус до принизливих і надмірно важких робіт, позбавлення продовольчого паяння та ін.) 2. Спільний терор. 3. Індивідуальний терор як спосіб відплати та залякування. XI. Суперечності між програмними обіцянками комуністів та дійсним їх здійсненням. XII. Характеристика керівників центральної влади та виконавців на місцях. (Освітній ценз, вік, кримінальне минуле, хвороблива спадковість, морфінізм, кокаїнізм, алкоголізм та ін.) Способи досягнення ними влади (насильницьке захоплення влади, підкуп та ін.). |

## Діяльність Комісії
На початку своєї діяльності Особлива комісія основну увагу звертала на розслідування дій карних органів радянської влади, встановлювала обставини страт і розстрілів російських громадян, які здійснювали ВНК та загони Червоної армії під час проведення політики Червоного терору. Проводився медичний огляд та упізнання за допомогою родичів та знайомих похованих у спільних могилах, штольнях останків страчених громадян, здійснювалось опитування свідків у зв'язку з з'ясуванням обставин загибелі чи зникнення людей. За цими матеріалами було опубліковано понад 40 розслідувань.
Згодом Особлива комісія не обмежувалася розслідуванням дій каральних органів радянської влади, вона збирала відомості про діяльність установ радянської влади в галузі судочинства, народної освіти, економіки, ставлення до релігії з метою доказу антидержавної діяльності більшовизму та розриву між обіцянками влади та її конкретними діями. Обстеження проводилося відповідно до спеціально розроблених програм за окремими напрямками державної діяльності. У січні 1920 року у пам'ятній записці голови Особливої комісії було позначено завдання комісії саме у цьому напрямі.
У функції Комісій входив як збір інформації та її поширення. Завдання Комісії визначалося так: «Всі матеріали, які укладають вказівки на злочинні діяння і винність окремих осіб, Особлива комісія повідомляла слідчим і судовим властям». Зібрані відомості ставали основою наступних судових розслідувань.
Передбачалася організація відкритих політичних процесів для викриття «злочинної діяльності осіб, які залили кров'ю і розорили країну і поправили всі засади законності та свободи».

## Критика діяльності комісії
Деякі історики ставлять під сумнів достовірність деяких фактів і подій, викладених у матеріалах «Особливої комісії» Денікіна. Так, редактори збірки «Червоний терор у роки Громадянської війни» Ю. Фельштинський і Г. Чернявський пишуть:
|  | Зрозуміло, в умовах запеклої громадянської війни в Росії діяльність Особливої комісії не могла не опинитися під глибоким впливом політичних поглядів і настроїв антибільшовицьких діячів Збройних сил Півдня Росії та пов'язаних із денікінською армією цивільних осіб широкого партійного спектра від правих монархістів до лівих кадетів. Такий політичний настрій, що означав "презумпцію винуватості" більшовиків, мабуть, зумовив деякі неточності та перебільшення в описі окремих конкретних фактів більшовицького терору. Звертає на себе увагу, що в низці документів Особливої комісії більш-менш відверто простежуються нотки російського великодержавного шовінізму, зокрема антисемітські настрої її членів, вельми поширені в денікінській армії. |

Більш скептично висловлюється історик Юрій Семенов:
|  | ... Що стосується матеріалів створеної Денікіним комісії з розслідування діянь більшовиків, то ця установа найменше була зацікавлена у встановленні істини. Її мета - антибільшовицька пропаганда. До речі, білогвардійські пропагандисти так перестаралися з викриттям більшовицьких звірств, що, коли розкрилася брехливість багато чого зі сказаного ними, громадська думка Заходу була схильна взагалі не вірити нічому поганому про більшовиків. Цим пояснюється та недовіра, з якою поставилися інтелігенти Заходу до звісток про сталінські процеси 30-х років. |

Історик Леонід Футорянський вважає, що «характер цих, так званих, документів дуже сумнівний», і за сучасними стандартами збірка таких матеріалів не могла б претендувати називатися науковим виданням. Він зазначає, що дані ОСВАГа перебільшені і, за свідченням очевидця, цим слідчим органом заохочували наклеп на Радянську владу та ЧК.
Історик та журналіст Армен Гаспарян вважає, що у викладі фактів Особлива комісія з розслідування злочинів більшовиків була неупередженою.

## Імовірні філії Комісії та аналогічні організації
Як пише В. Чичерюкін-Мейнгардт, Комісії, яку очолював Г. Мейнгардт могли підпорядковуватися й інші Комісії, які проводили аналогічні розслідування в інших містах протягом більш-менш тривалого часу. Зокрема, таку Комісію в Києві очолював генерал Рерберг.
Письменник згадує, що Комісії, аналогічні Комісії Р. Мейнгардта діяли і на Сході та Північному Заході Росії. Відома робота слідчого Н. Соколова та генерал-лейтенанта Михайла Дітеріхса «з розслідування обставин вбивства Царської Сім'ї».

## Результати діяльності Комісії
За час роботи Комісія склала понад 150 справ, зведень, звітів про масові страти, наруги над святинями Російської Православної Церкви, вбивства мирних жителів, інші факти червоного терору. Вони склали основу збірки «Червоний терор у роки Громадянської війни» (під ред. Ю. Фельштинського та Г. Чернявського), що витримав два видання (Лондон, 1992; Москва, 2004).

### Доля документів Комісії
Під час відступу ЗСПР восени-взимку 1919 року, що наслідком невдачі Походу на Москву, голова Комісії Р. Мейнгардт доставив документи своєї Комісії до Новоросійська, де вони були завантажені на пароплав і відправлені до Константинополя. Сам же голова вирушив до Криму, де продовжив свою роботу: після виходу генерала Денікіна з посади Головнокомандувача ЗСПР Комісія була підпорядкована його наступнику — Генеральному штабу генерал-лейтенантові барону Петру Врангелю.
Ще до евакуації Російської Армії з Криму в грудні 1920 року, Г. Мейнгардт відбув до Константинополя. У 1920—1922 роках зі своєю сім'єю він жив на острові Антигона поблизу Константинополя. У 1922 року, коли турецький лідер Мустафа Кемаль Ататюрк почав висилати із країни російських біженців, Мейнгардт емігрував до Франції і оселився в Парижі. Працюючи касиром у банку, він у змозі продовжував працювати із зібраними матеріалами. Згодом їх передали до замку у Венсені, де вони зберігалися аж до Другої світової війни.
Документи Особливої комісії сьогодні зберігаються переважно в Архіві Народно-трудового союзу у Франкфурті-на-Майні.

## Актуальність та наслідки розслідувань Особливої комісії
В. Чичерюкін-Мейнгардт вважає актуальним досвід розслідувань Комісії вже тому, що досі в пострадянській Росії не дано офіційні політичні, а також — моральні оцінки Лютневому і Жовтневому державним переворотам, а також — цілеспрямованій діяльності більшовиків із розпалювання Громадянської війни, і такому безпрецедентному явищу, як червоний терор часів Громадянської війни. Червоний терор, як пише В. Чичерюкін-Мейнгардт, відкрив дорогу і послугував фундаментом для всіх наступних репресивних кампаній радянського режиму, включно зі штучним голодом і сталінським великим терором….
|  | Знайомство з роботою Особливої слідчої комісії показує злочинну, нелюдську сутність радянського режиму, який надалі прийняв назву державного утворення під назвою СРСР. |

Багато в чому завдяки Особливій слідчій комісії з розслідування злочинів більшовиків на початку 1920-х років було оприлюднено цифру в 1,7 млн осіб жертв червоного терору.
Деякі фотографії із зроблених Комісією було відтворено у книзі генерал-майора князя Павла Бермондта-Авалова «У боротьбі з більшовизмом» вже у 1920-х роках. Фрагменти із документального фільму «Звірства ЧК» були включені до хронікального фільму С. Говорухіна «Росія, яку ми втратили».
Говорячи про матеріали Особливої комісії, Ю. Фельштинський і Г. Чернявський пишуть у передмові до своєї роботи:
|  | Ми вважаємо, що видання документів про червоний терор у Росії є особливо актуальним у наші дні, коли екстремістські комуністичні та прокомуністичні сили, які прагнуть реваншу, відновлення тоталітарного режиму, опиняються в змозі за допомогою демагогії повести за собою не тільки значну частину парламенту, а й змучені верстви населення, які з тугою згадують про той час, коли вони вчасно одержували свою жалюгідну зарплату й жили в опалювальних взимку стандартних квартирах. Символом такого реваншу є рішення Державної Думи, що рекомендує відновити на Луб'янській площі в Москві пам'ятник Ф. Е. Дзержинському - колись всесильному керівнику каральної служби - ВЧК, одному з головних винуватців кривавого терору, якого тепер представляють як покровителя дітей-сиріт. Пам'ятник збираються відновлювати як "символ боротьби зі злочинністю". Воістину, треба мати курячу пам'ять, щоб забути ті звірства і злочини, які творило відомство, очолюване Дзержинським! Злочини проти людяності, як визначив характер подібних діянь Міжнародний суд над головними німецькими військовими злочинцями - "перший в історії суд цивілізації, що перемогла, над кримінально-агресивним варварством", - не можуть бути забуті. |